# Ronni Nørvig
Ronni Nørvig kaldet Fodboldtossen eller Baneløberen i medierne, er en dansk mand, der i de sidste minutter af fodboldlandskampen Danmark-Sverige 2. juni 2007 løb ud på banen og angreb dommeren Herbert Fandel.
Før han kunne nå den tyske dommer Herbert Fandel, blev han blokeret af den danske forsvarsspiller Michael Gravgaard. Dommeren stoppede efterfølgende kampen og UEFA tilkendte senere Sverige en 3-0-sejr. Danmark fik ved samme lejlighed karantæne mod at spille 2 EM-kampe (mod Liechtenstein og Spanien) i Parken.
Nørvig blev sigtet for forsøg på vold og ulovlig indtrængen, hvilket af Københavns Byret blev takseret til 30 dages betinget fængsel og 40 timers samfundstjeneste. Anklagemyndigheden ankede dommen til Landsretten der skærpede dommen til 20 dages ubetinget fængsel.
Derudover sagsøgte DBU Nørvig for 1,9 millioner kroner i tabt indtægt ved karantænen på at spille i Parken og PARKEN Sport og Entertainment ville sagsøge ham for syv millioner kroner i erstatning. PARKEN Sport og Entertainment frafaldt senere erstatningskravet, mens DBU opretholdte deres erstatningskrav i en sag der kom for byretten den 21. oktober 2009.. Den 18. november 2009 afgjorde Københavns Byret at manden skulle betale en erstatning på 900.000 kr. til DBU som erstatning for tabte indtægter.
Nørvig fortalte senere i et halv times langt indslag på Kanal 5 om hændelsen.
En ironisk lavbudget reklamefilm fra Travelmarket.com med titlen "Hvad skete der med fodboldidioten?" blev senere udgivet på YouTube og afspillet over 100.000 gange.